# Mimetismo sexual
O mimetismo sexual ocorre quando um sexo imita o sexo oposto em seu comportamento, aparência ou sinalização química. É mais comumente visto em espécies de invertebrados, embora mimetismo sexual também seja visto entre vertebrados, como hienas pintadas. O mimetismo sexual é comumente usado como uma estratégia de acasalamento para obter acesso a um parceiro, como na cleptogamia, um mecanismo de defesa para evitar indivíduos mais dominantes ou uma estratégia de sobrevivência. Também pode ser uma característica física que estabelece o lugar de um indivíduo na sociedade. O mimetismo sexual é empregado de forma diferente entre as espécies e é parte de sua estratégia de sobrevivência e reprodução. Exemplos de mimetismo sexual em animais incluem a hiena-pintada, certos tipos de peixes, pássaros passeriformes e algumas espécies de insetos, entre outros. Esses são casos de mimetismo sexual intraespecífico, mas o mimetismo sexual interespecífico também pode ocorrer em algumas espécies de plantas, especialmente orquídeas. Em plantas que empregam mimetismo sexual, as flores imitam os sinais de acasalamento de seus insetos polinizadores. Esses insetos são atraídos e polinizam as flores por meio de pseudocopulações ou outros comportamentos sexuais realizados na flor.

## Sistemas sociais
O mimetismo sexual pode influenciar o sistema social da espécie. O exemplo mais comum são as hienas pintadas, Crocuta crocuta. As hienas fêmeas se assemelham a hienas machos em sua anatomia sexual: as fêmeas têm clitóris peniformes, semelhantes a um pênis, e bolsas escrotais falsas. Essas características, bem como os altos níveis de androgênio no sangue, tornam as fêmeas agressivas, o que resulta em seu domínio sobre os machos; a fêmea com a classificação mais baixa é mais dominante do que o macho com a classificação mais alta. Dentro da população fêmea em cada clã, existem diferentes categorias: as fêmeas dominantes, que se reproduzem mais cedo e têm mais acesso a alimentos, e as fêmeas não dominantes. Seu domínio é hierárquico e é passado de mãe para filha. Em contraste, as hienas pintadas machos ganham status social com o tempo de permanência no clã; não envolve competições agressivas. Os machos deixam seu clã entre as idades de dois e seis e se juntam a um clã diferente, onde ganham status com a idade. Os machos também promovem relacionamentos amigáveis com as fêmeas para estabilizar sua posição na hierarquia social.

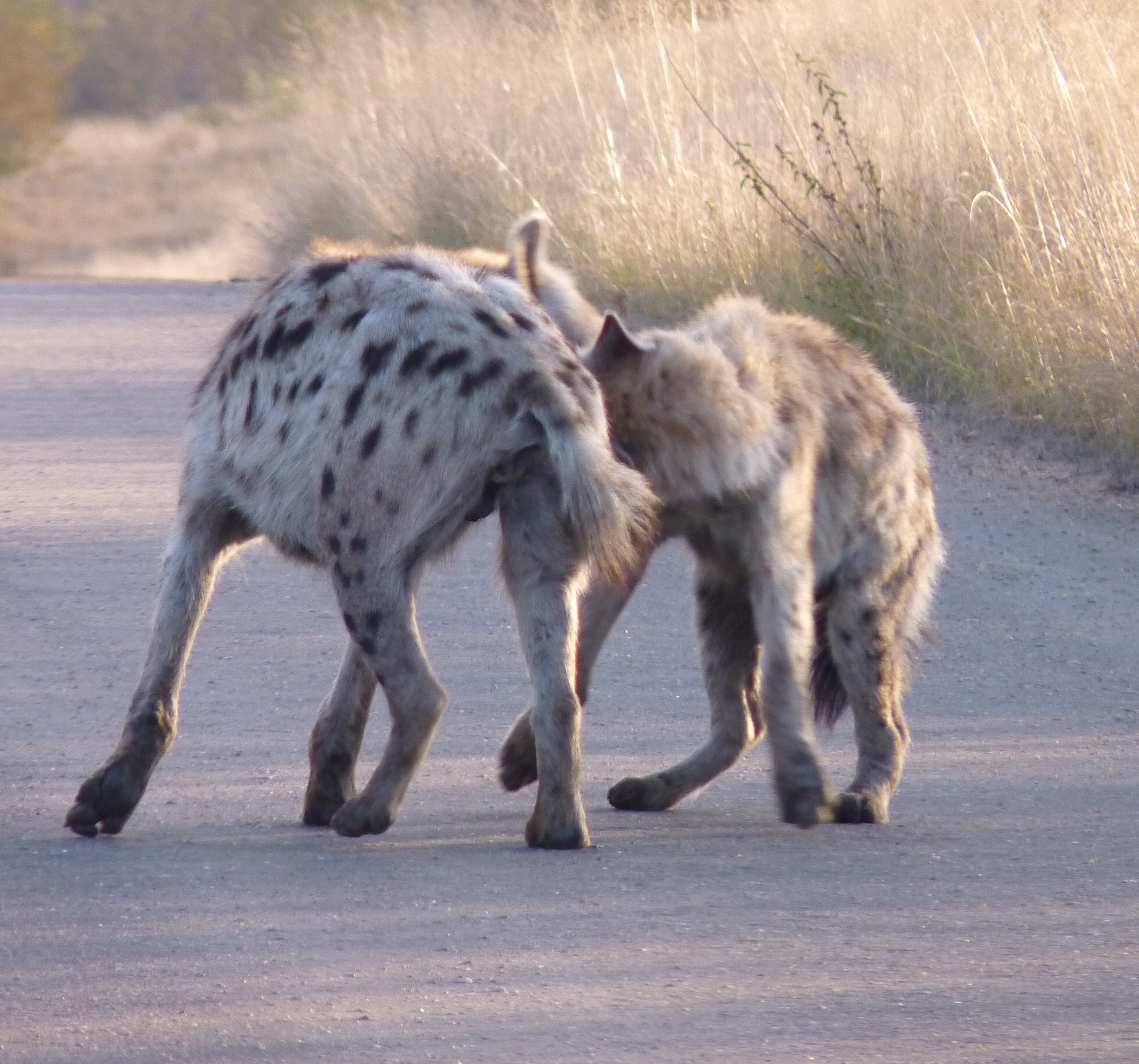
Cerimônia de saudação de hiena

Como as fêmeas são o sexo dominante entre as hienas pintadas, elas são as mais respeitadas. As hienas fêmeas subordinadas iniciam uma "saudação" com as hienas fêmeas dominantes como um sinal de respeito e são forçadas a fazê-lo se recusarem. Essa saudação usada pelas hienas reflete a assimetria de sua classificação; o animal sendo saudado (o indivíduo subordinado) estende suas patas traseiras e o indivíduo que está cumprimentando (a hiena dominante) lambe ou cheira o clitóris peniforme ereto. Ao levantar as patas traseiras, a hiena que está sendo cumprimentada (a hiena subordinada) expõe sua parte mais vulnerável do corpo ao outro indivíduo, um ato que reflete a inferioridade. Da mesma forma, quando suas patas traseiras são levantadas, um cheiro pode ser identificado pelo outro indivíduo. As hienas subordinadas expõem seu cheiro com mais frequência do que as hienas de alto escalão. Essa saudação, no entanto, não é comumente vista entre maches e fêmes adultes; quando ocorre, é restrito a machos de classe média ou superior que cumprimentam fêmeas dominantes.

## Sistemas de acasalamento
Nas hienas pintadas, a única maneira de os machos acasalar com as fêmeas é se eles tiverem a cooperação total da fêmea por causa do clitóris peniforme da fêmea. Um aumento no status do macho deu a eles mais acesso às fêmeas dominantes no clã. As hienas dominantes fêmeas não acasalam com vários machos, possivelmente devido ao custo de limpar sua genitália, o que as hienas fazem após a cópula. Como eles terão acesso aos machos mais dominantes e em melhor forma, eles não precisam copular com vários machos para produzir uma prole de maior aptidão. As fêmeas não dominantes são observadas copulando mais frequentemente com machos de posição inferior. É caro para as hienas fêmeas dar à luz através de seu longo clitóris peniforme. O cordão umbilical é 12-18 cm de comprimento, enquanto a jornada do útero até o final do clitóris é de 40 cm. O cordão umbilical frequentemente se rompe antes que o filhote surja, levando muitos jovens à morte por anoxia. Essa viagem não é prejudicial apenas para os filhotes, mas também para a mãe. O tecido do clitóris às vezes se rasga ao dar à luz pela primeira vez, o que pode ser fatal para a mãe.
As hienas pintadas fêmeas são o sexo exigente porque investem no cuidado dos pais, além de serem o sexo dominante no clã. No entanto, é provável que os machos ainda tenham preferência por uma determinada fêmea, como é visto em outros animais; as fêmeas de alto escalão começam a se reproduzir em uma idade mais jovem e seus filhos têm mais probabilidade de sobreviver até a idade adulta do que os filhos de fêmeas de baixo escalão. Os machos se associam mais intimamente com as fêmeas que são férteis, um estado provavelmente observado por meio de pistas olfativas. Enquanto os machos de classificação média / alta se associam com fêmeos de classificação alta, os machos de classificação baixa associam-se igualmente a fêmeas de classificação alta e baixa. A associação com fêmeas de posição inferior pode ser devido ao fato de os machos de posição inferior não reconhecerem o sucesso reprodutivo de fêmea de posição elevada ou usar um tipo diferente de estratégia reprodutiva. Os machos tendem a passar muito tempo com a fêmea com quem acasalam antes da concepção para evitar que outros machos tenham contato próximo com ela.

O mimetismo sexual também é usado como estratégia de guarda do parceiro por algumas espécies. A guarda do parceiro é um processo no qual um membro de uma espécie impede que outro membro da mesma espécie acasale com seu parceiro. A guarda do companheiro é vista em Cotesia rubecula, uma vespa parasita da família Braconidae cujo sistema de acasalamento é polígino. Os machos são atraídos pelas fêmeas por meio de feromônios e induzem as fêmeas a acasalar por meio de vibrações, às quais a fêmea responde assumindo uma posição específica. Quando um macho que copulou com uma fêmea vê outro macho tentando cortejá-la, ele frequentemente adota a posição receptiva fêmea. O mimetismo fêmeo pós-copulatório pelo macho oferece uma vantagem por atuar como um mecanismo de guarda da parceira. Se um segundo macho chega logo após a fêmea copular com o primeiro macho, o segundo macho pode ser capaz de induzir uma segunda cópula que competirá com a primeira. No entanto, se o primeiro macho que copulou com ela imitar a fêmea, isso distrairá o segundo macho por tempo suficiente para que a fêmea se torne não receptiva.

## Cópula furtiva

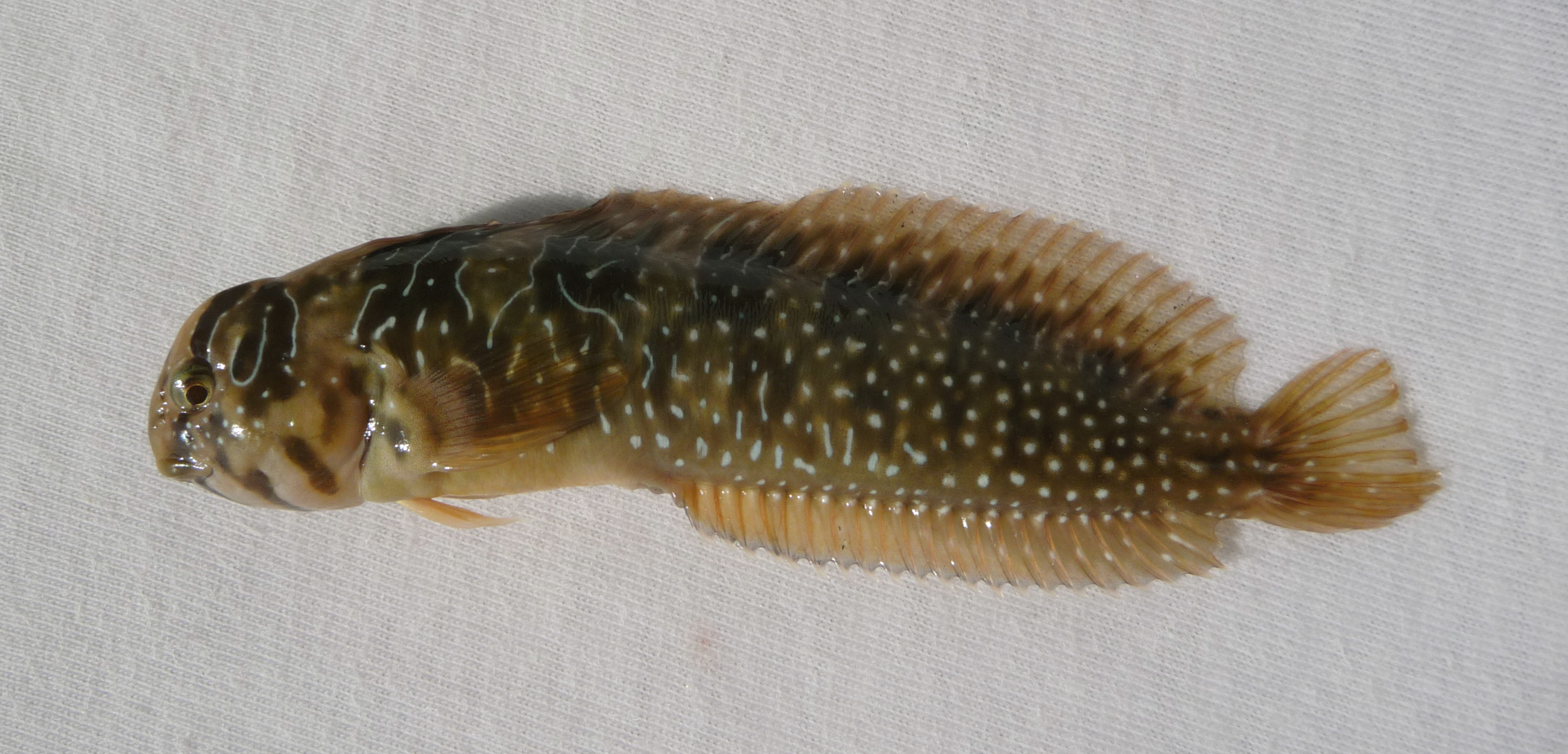
Salaria pavo fêmea

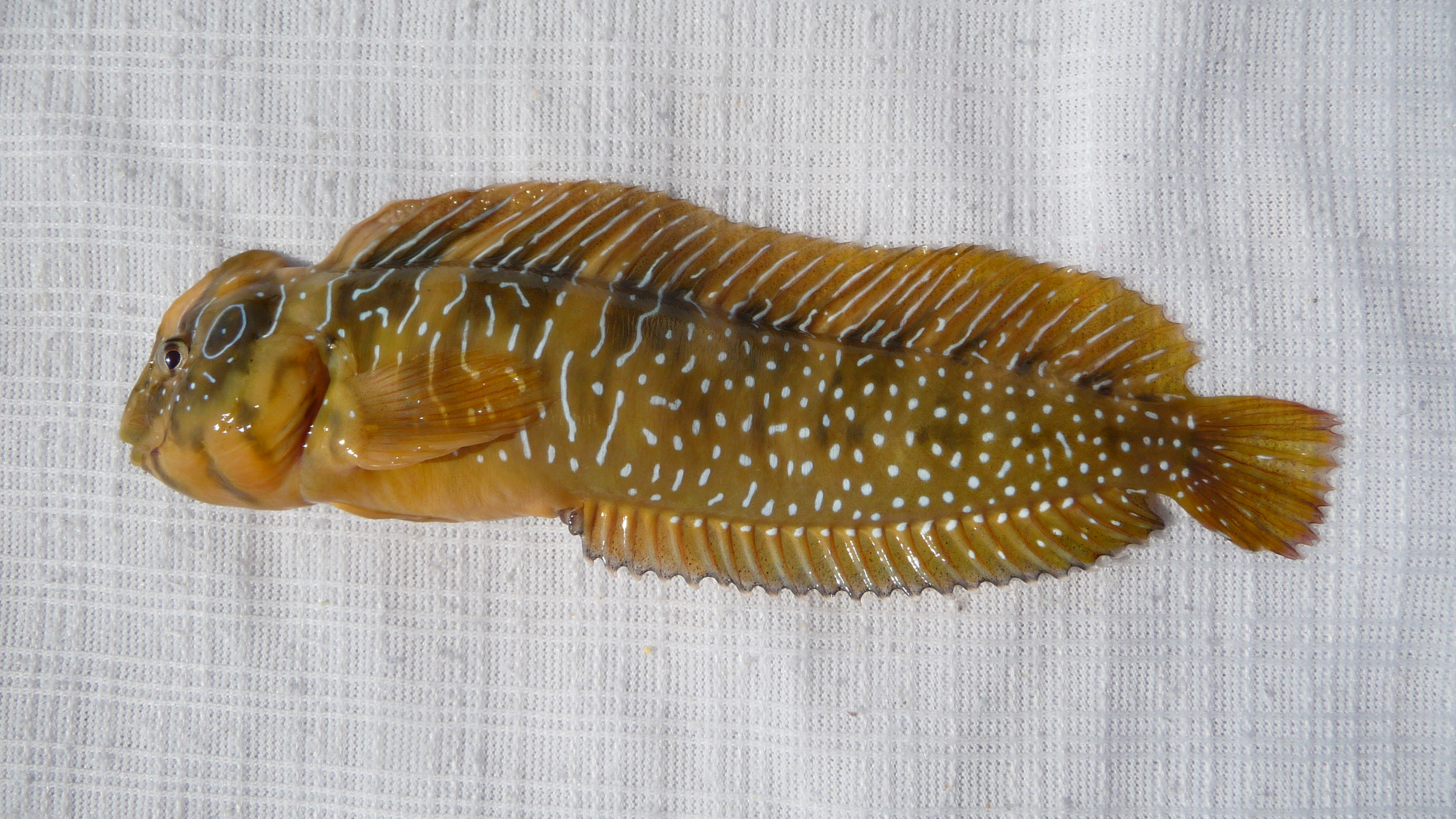
Salaria pavo macho

A cópula sorrateira é uma estratégia usada por muitos organismos aquáticos que retratam o mimetismo sexual. Vários estudos descobriram que os peixes machos pequenos se parecem e se comportam como as fêmeas de sua espécie para ter acesso ao território fêmeo e copular com elas. Na família dos peixes Blenniidae, a fêmea Salaria pavo apresenta um padrão de cor e movimento específico quando quer se aproximar de um macho e copular com ele. O macho guarda um território, e quando a fêmea põe seus ovos, o macho parental protege aquele território até a eclosão dos ovos. Um segundo tipo de machos, os machos furtadores, é parasita e se assemelha às fêmeas dos peixes blenídeos em seu pequeno tamanho, cor e padrões de movimento. Isso permite que eles se intrometam no ninho guardado pelos machos dos pais. Machos furtadores se aproximam dos ninhos com os mesmos padrões de cores e movimentos que as fêmeas seguram. A maioria dos casos de machos furtivos são vistos quando há uma fêmea já dentro do ninho, embora às vezes o peixe furtivo entre no ninho ao lado de uma fêmea. Essa espécie de peixe libera o esperma antes que a fêmea libere seus óvulos na água, possibilitando ao peixe sapatinho fertilizar um óvulo, mesmo que a fêmea não esteja no ninho.

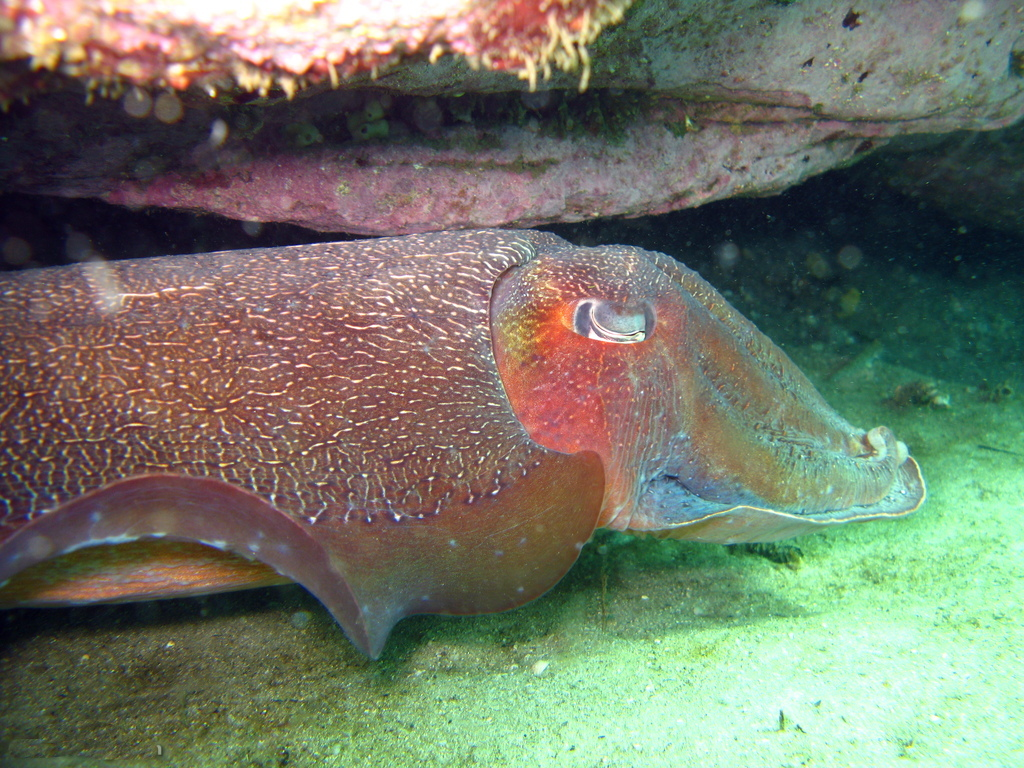
Sépia apama

Na família Sepiina, Sepia apama, também conhecido como choco, tem alguns machos que são grandes e capazes de guardar o ninho de uma fêmea, enquanto outros machos são pequenos e se assemelham a fêmeas para se infiltrar nas cópulas. No choco gigante, o macho corteja a fêmea e transfere seu esperma para uma bolsa abaixo do bico da fêmea. Durante esse processo, a fêmea exibe um padrão corporal de manchas pretas em um fundo branco. Uma vez que os ovos são postos, o macho protege o ninho de quaisquer pretendentes e oponentes possíveis. Uma "segunda fêmea" às vezes é vista durante a interação macho-fêmea nas proximidades do casal. Este choco de aparência fêmea tem as mesmas manchas pretas que uma fêmea real. Se o macho sai para lutar com outros machos, esse indivíduo se aproxima da fêmea e copula com ela, geralmente com sucesso. No entanto, na ausência de rivais, esses machos "que imitam fêmeas" exibem o fenótipo de um macho maduro.

## Mimetismo sexual contra agressão
Um fenômeno semelhante ao dos peixes-furtivos machos é observado na barbatana dividida de bordas escuras, Girardinichthys multiradiatus. Os juvenis se parecem com as fêmeas grávidas da espécie por terem uma mancha escura perto da cloaca. Nesse caso, entretanto, os machos que imitam têm a capacidade de se parecer com as fêmeas ou se tornar um macho morfologicamente maduro durante a maior parte de sua vida adulta. Esta mancha escura permite que os machos de aparência feminina escapem da agressão de machos mais dominantes, além de reduzir a chance de uma fêmea fugir por causa da persistência de machos cortejando. Os machos maduros não atacam os peixes subordinados e os peixes subordinados decidem quando iniciar as lutas, o que lhe dá uma vantagem, pois o macho adulto não está esperando por isso. A mancha escura também permite o acesso de machos subordinados às fêmeas, uma característica vantajosa porque os ovos das fêmeas só podem ser fertilizados durante uma janela de fertilização de cinco dias.

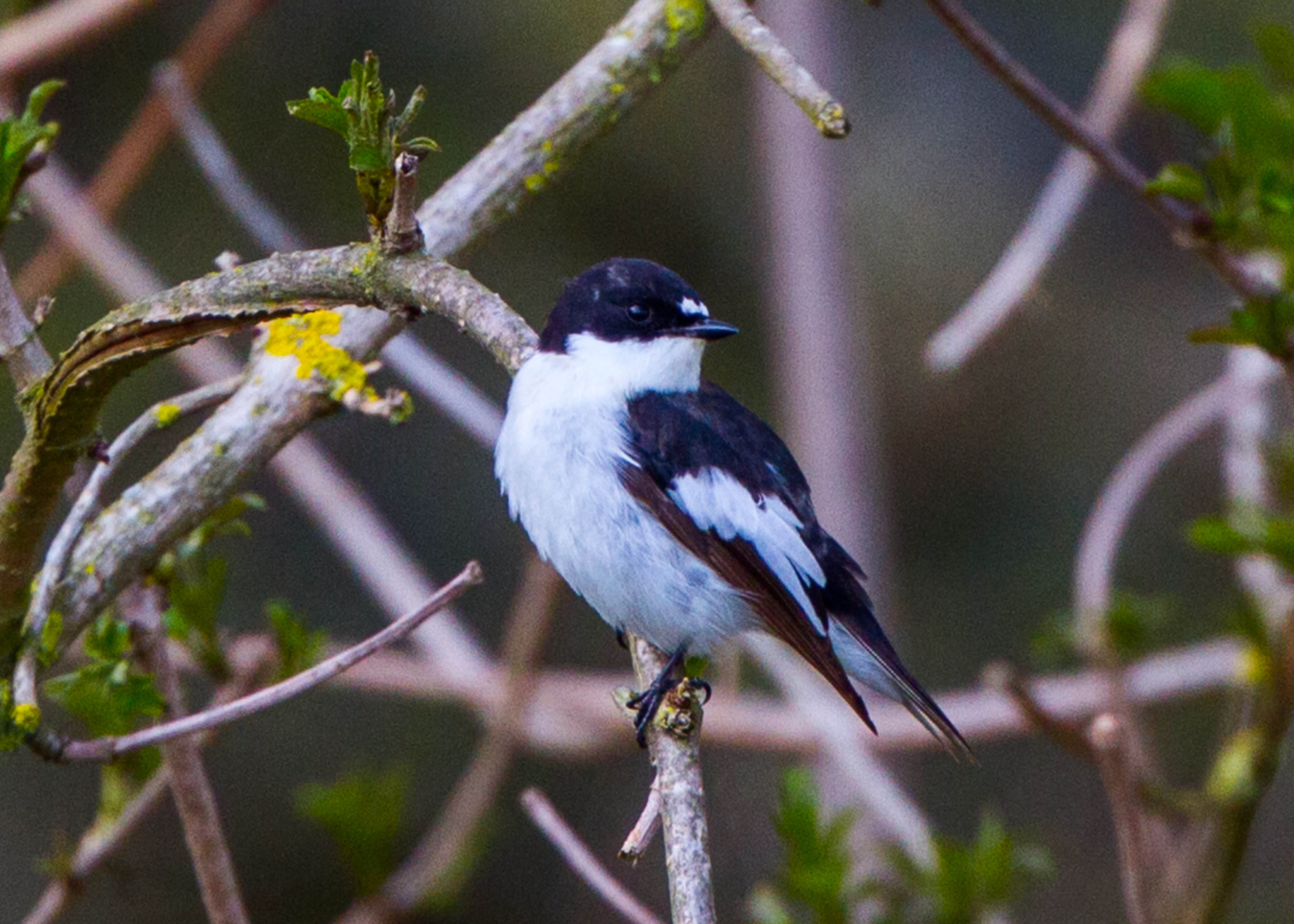
Ficedula hipoleuca macho

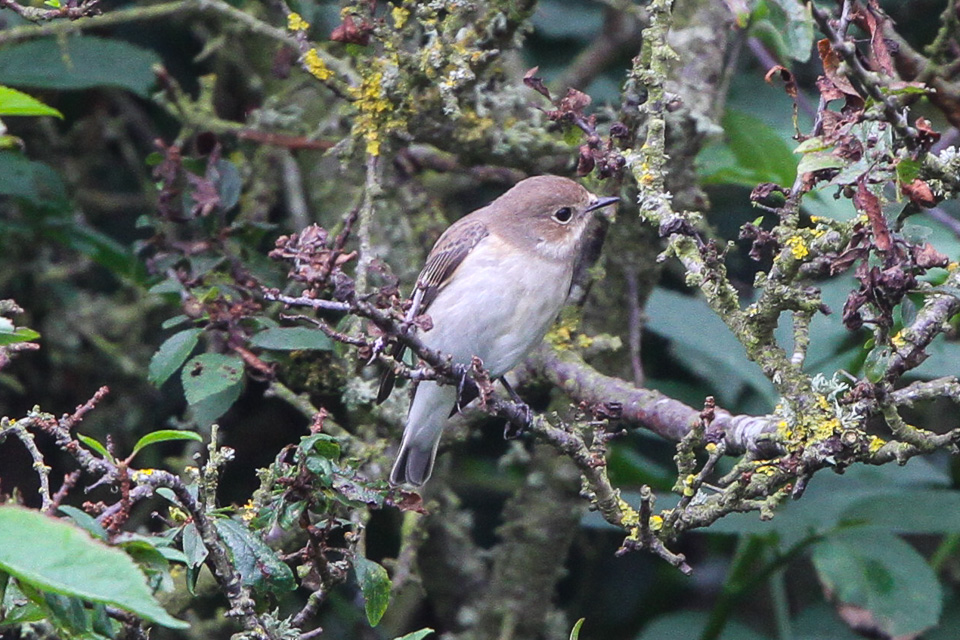
Ficedula hypoleuca fêmea/juvenil

O mimetismo sexual para evitar a agressão também é visto em pássaros. Em algumas espécies de pássaros, os machos têm uma plumagem semelhante à da fêmea durante o segundo ano de vida (machos SY). Esses machos SY são sexualmente maduros e capazes de procriar, mas sua morfologia difere muito dos machos mais velhos, após o segundo ano (ASY). Vários estudos examinaram essa maturação atrasada da plumagem (MAP) e descobriram que a MAP em maches SY reduz a agressão de maches ASY. O mimetismo femeal em pássaros foi encontrado pela primeira vez no papa-moscas Ficedula hypoleuca. Quando um macho de cor opaca está na área, os machos maduros reduzem sua agressividade e se comportam como se o intruso fosse uma fêmea. A plumagem opaca é vista principalmente em machos mais jovens, provavelmente devido ao nascimento no final da primavera anterior. A semelhança com as fêmeas beneficia esses rapazes ao tentar ocupar um território com muitos machos já presentes, pois os rapazes podem obter informações e acesso a um território que de outra forma não lhes seria acessível.
Há um grande custo em não se parecer com um macho quando se trata de defender um território ou atrair uma parceira. As fêmeas mostram agressão contra machos de cor opaca, tornando mais difícil para eles acasalar. No entanto, a MAP tem alguns benefícios: como mencionado acima, ele reduz a agressão de machos mais velhos. Da mesma forma, essas aves que parecem fêmeas podem ter acesso a territórios, companheiros e alimentos que de outra forma não estariam disponíveis. Outro benefício é que o MAP fornece às aves SY uma vida útil mais longa; porque eles não têm que competir com outros machos, sua taxa de mortalidade é menor. Essa vantagem, no entanto, beneficia apenas indivíduos de espécies que têm uma vida potencial mais longa e, portanto, o MAP não beneficiaria uma espécie de vida curta. Isso é conhecido como a hipótese do limiar de procriação e afirma que os machos SY só devem atrasar a procriação se houver uma grande diferença de mortalidade entre os machos SY que tentam procriar e os que não o fazem.

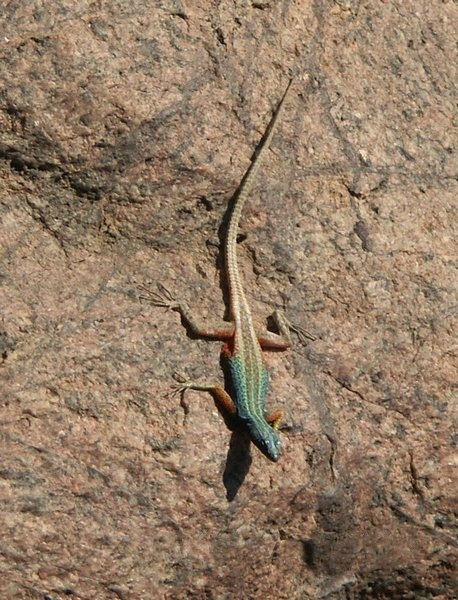
Platysaurus broadleyi

A maioria dos estudos abordou o DPM como um tipo de mimetismo sexual, que é feito por meio do engano: os pássaros machos ASY não devem ser capazes de distinguir as fêmeas dos machos SY. No entanto, Muheter et al. (1997) descobriram que os machos territoriais percebem os machos de cor opaca como machos, mas eles mostram menos agressão porque sua plumagem de cor opaca promove baixa capacidade competitiva. Eles se referiram a isso como uma sinalização honesta e não como uma mímica sexual.
Outro exemplo de mimetismo sexual ocorre em Broadley's Flat Lizard, <i id="mwgw">Platysaurus broadleyi</i>, onde alguns machos imitam fêmeas. Machos de lagarto plano tendem a ser territoriais e agressivos com outros machos. Portanto, é benéfico para alguns machos imitar as fêmeas, a fim de evitar encontros agressivos e mover-se livremente pelo território do macho, em busca de parceiras. Existem dois tipos de machos nesta população; ela-machos, que imitam as fêmeas, e ele-machos, que parecem machos. Os machos podem enganar visualmente os machos hein, fazendo-os acreditar que são fêmeas devido à sua morfologia feminina. No entanto, os machos não podem enganar os machos he por cheiros, pois os machos podem detectar a diferença. Portanto, as fêmeas mais bem-sucedidas são aquelas que evitam o contato próximo com outros machos, reduzindo assim as chances de detecção por meio de sinais químicos.

## Controle molecular sobre o mimetismo sexual
O mimetismo sexual das hienas fêmeas para as machas faz parte de sua anatomia e acredita-se que tenha evoluído por meio de altos níveis de andrógenos. Enquanto os ancestrais fêmeos eram menores do que os machos, a seleção deve ter agido sobre os níveis de andrógenos e o tamanho do corpo femeal para aumentar ambos, levando a uma seleção posterior e fêmeas maiores do que os machos. Os altos níveis de andrógenos não estão presentes nos ovários femeais, como se pensava; o tecido do estroma nos ovários contém níveis mais baixos de testosterona do que os testículos dos machos. No entanto, os níveis de androgênio nas fêmeas no sangue são tão altos quanto os encontrados no machos, tendo o efeito de fêmeas com aparência morfologicamente masculina.
Ruffs também podem mostrar mimetismo sexual por meio de uma combinação de genética e hormônios. Em uma população de rufos, Philomachus pugnax, existem três tipos de morfos machos: machos independentes e machos satélites, ambos competidores reprodutivos, e rufos alimentadores que se assemelham a fêmeas em sua plumagem. Os dois primeiros morfos são controlados por um alelo dominante em um único locus autossômico, enquanto o terceiro morfo provavelmente veio de uma combinação de um terceiro alelo e uma falta de testosterona. Quando a testosterona é administrada a reeves (rufos fêmeos), o comportamento de corte masculino e a coloração de penas masculinas são expressos nos reeves. A testosterona, neste caso, expressa características limitadas ao sexo agindo sobre o único gene autossômico. Da mesma forma, embora ainda não tenha sido testado, é provável que a falta de testosterona seja a causa da semelhança dos rufos alimentadores com as fêmeas.

Ilustração da Biologia Animal, Insetos Drosophila melanogaster

Um exemplo diferente é visto em moscas da fruta fêmeas maduras, Drosophila melanogaster, que são muito atraentes, mas seu nível de atratividade diminui pela metade ou mais após três minutos de acasalamento. Os machos liberam um composto, 7-tricosene, na fêmea durante o namoro, o que diminui a atratividade feminina. No entanto, o pesquisador constatou que as fêmeas também liberam esse composto, seis horas após o acasalamento. Este composto diminui os níveis de atratividade da fêmea nas duas vezes, quando o macho a está cortejando e durante o acasalamento. Dessa forma, a fêmea imita o macho e com esse composto, ela diminui seus níveis de atratividade.

## Controle genético sobre mimetismo sexual

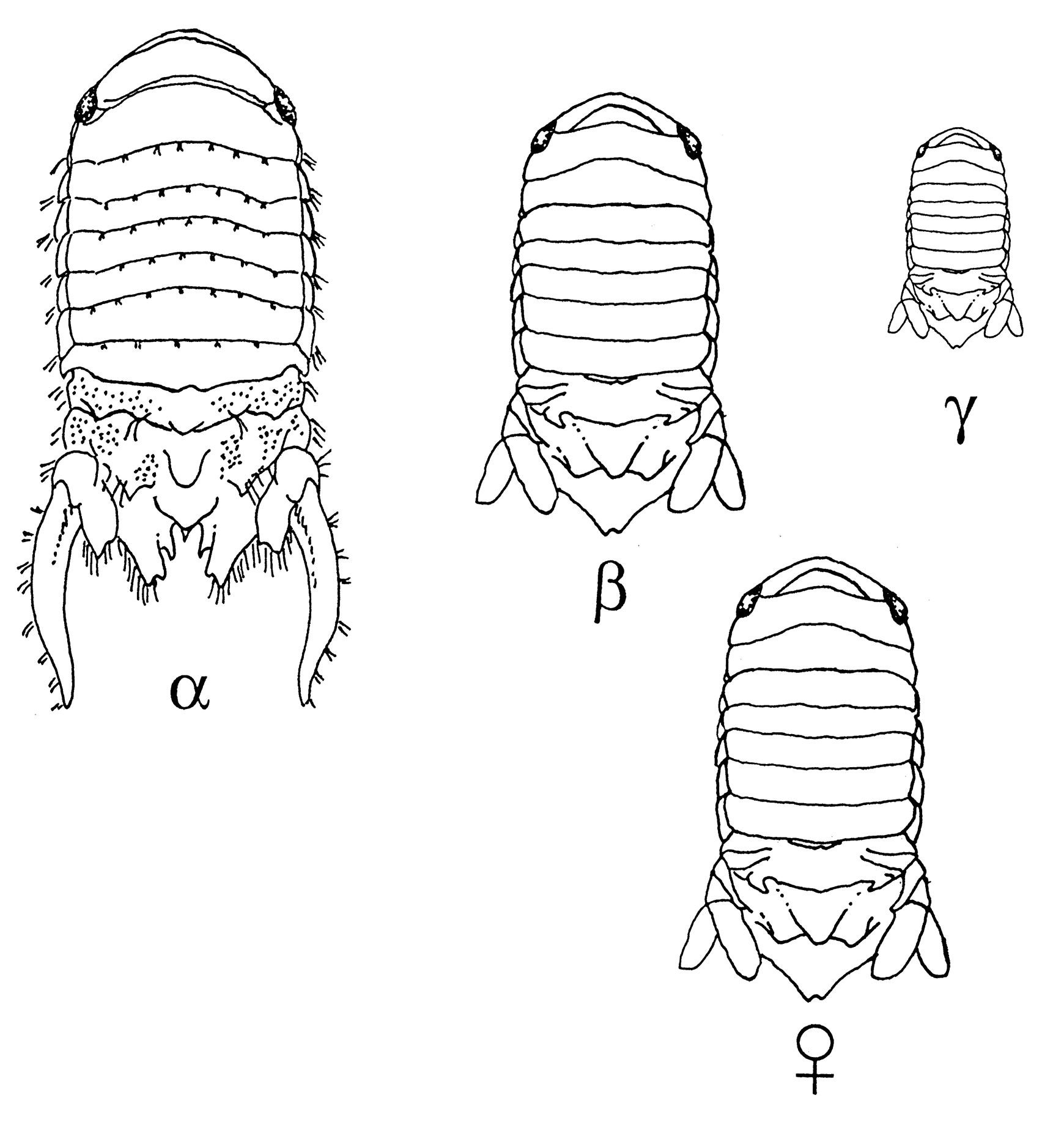
Paracerceis sculpta (isópode marinho)

O mimetismo sexual de alguns organismos é determinado geneticamente por alelos específicos. Ao contrário do mimetismo sexual que surge devido a compostos moleculares ou hormônios e às vezes pode ser induzido por meio dessas moléculas, esse mimetismo sexual surge do material genético do organismo. Além da anatomia sexual das hienas fêmeas, que faz parte de sua genética, alguns outros organismos possuem apenas alguns machos/fêmeas em sua população que se parecem com o sexo oposto e isso é determinado por alelos específicos.
Na população de isópodes marinhos, Paracerceis sculpta, existem três morfologias distintas de machos: o macho alfa é o morfo maior, amadurece por último, e é ele quem obtém acesso privilegiado às fêmeas. O macho beta é de tamanho intermediário e imita a fêmea para ter acesso às fêmeas. Por último, o macho gama é o menor metamorfose e invade haréns, onde as fêmeas vão para acasalar com machos alfa, em busca de oportunidades de acasalamento. Esta morfologia está associada a um único gene autossômico e três alelos diferentes. Beta é o alelo mais dominante, seguido por gama, que é seguido por alfa. A seleção nesses alelos atua de acordo com o equilíbrio de Hardy-Weinberg e o sucesso de acasalamento é equivalente entre os três morfos.
Os machos alfa, que são homozigotos para o alelo alfa, acasalam-se com muitas fêmeas em um harém. As fêmeas preferem agregar-se a outras fêmeas no harém, o que dá ao macho alfa uma seleção maior de parceiros de acasalamento. Shuster (1992) examinou o comportamento e a relação de cada metamorfose com relação ao harém e descobriu que os machos beta e gama podiam localizar haréns com fêmeas sexualmente receptivas. Eles também foram capazes de diferenciar entre um harém com uma fêmea sexualmente receptiva, ou seja, uma que é capaz de acasalar, e uma fêmea não sexualmente receptiva, ou seja, aquela que já depositou o embrião em sua bolsa e não pode mais acasalar. Embora ainda não esteja claro como os machos beta fazem isso ou como funcionam suas estratégias de acasalamento, eles não são assediados por machos alfa devido ao seu mimetismo das fêmeas: os machos beta podem atrair outras fêmeas para o harém, já que as fêmeas gostam de ir aonde outras fêmeas são, e isso fornece aos machos alfa mais parceiros.
Outra ordem de organismos cujo mimetismo sexual é influenciado por seu DNA são os Odonata, insetos carnívoros conhecidos como libélulas e libelinhas. Nessas espécies, é a fêmea que às vezes imita o macho. Dentro de uma espécie, os grupos de fêmeas têm cores diferentes: um grupo imita a cor dos machos e eles são conhecidos como androcromos. Outros grupos terão sua própria coloração fêmea e são conhecidos como ginocromos. Em Ischnura elegans, os androcromos compreendem 6-30% da população feminina e sua cor é geralmente azul, como os machos; em algumas populações, os androcromos são maiores em tamanho do que os ginecromos. Este polimorfismo é controlado por um alelo autossômico e alguns estudos investigaram o motivo da manutenção do polimorfismo.

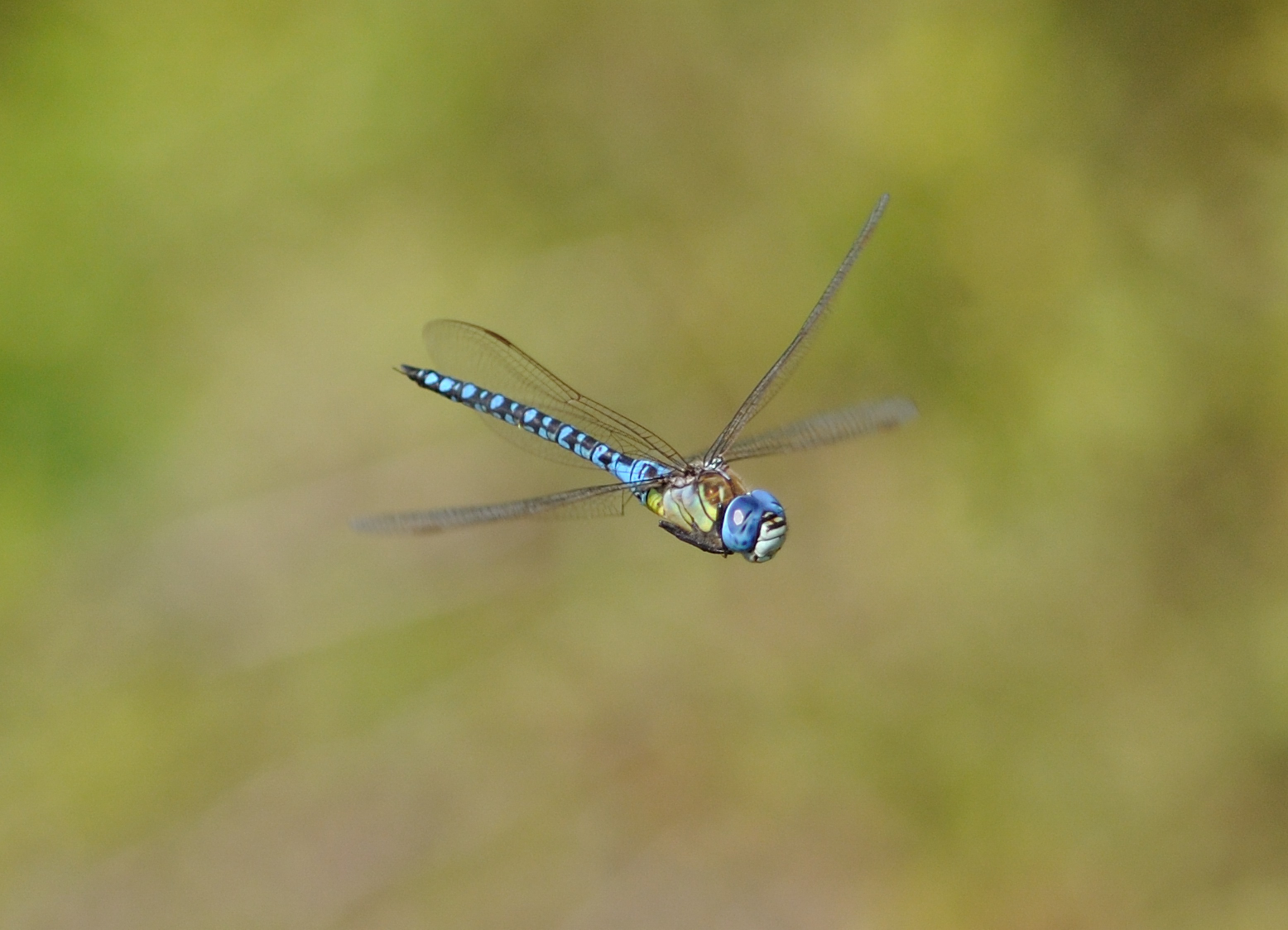
Aeshna affinis macho

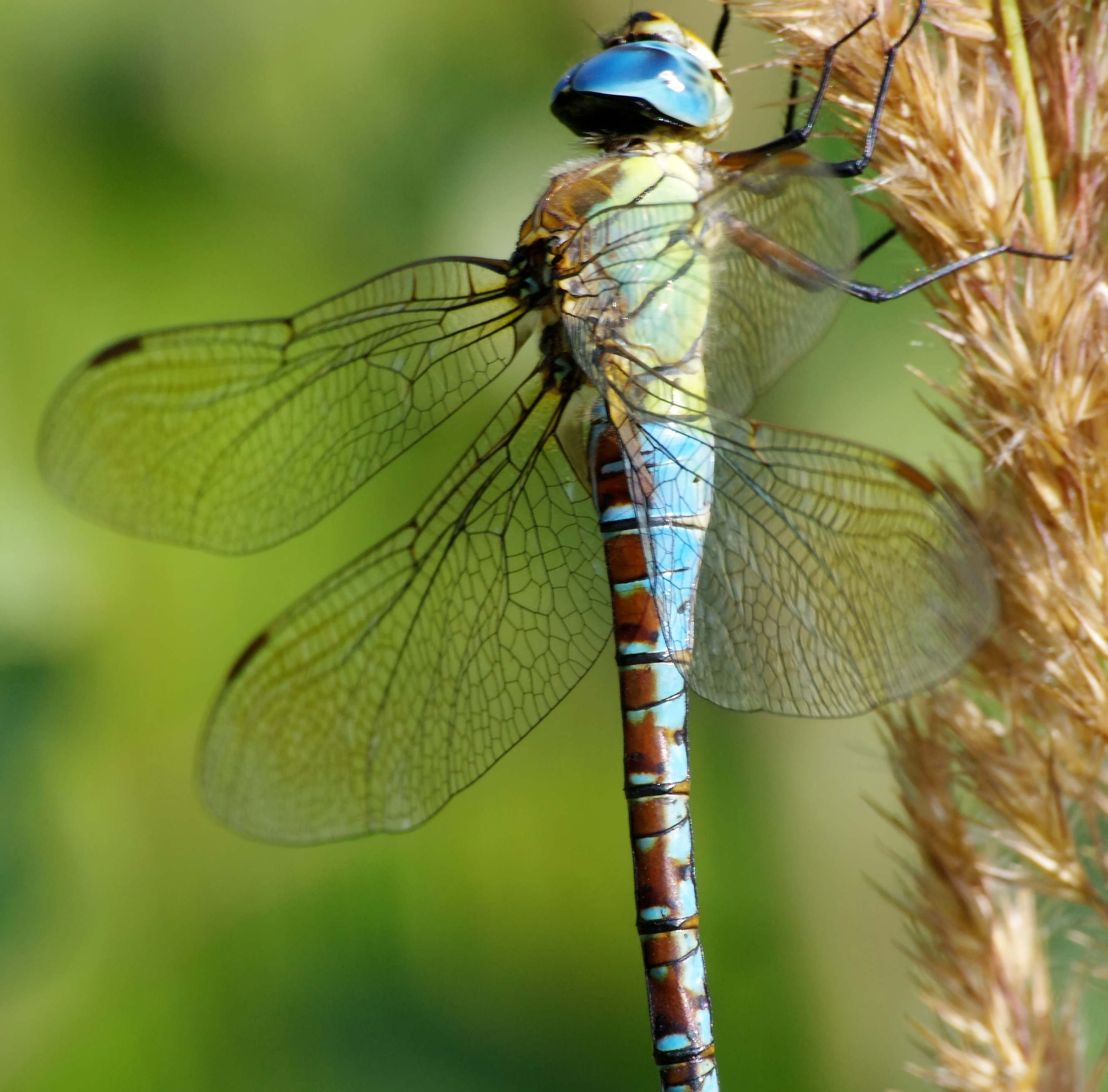
Aeshna affinis androcromo fêmeo

A teoria mais provável para a manutenção do polimorfismo em odonata é a teoria da dependência da densidade que afirma que em uma alta densidade masculina, os androcromos não são incomodados pelos machos e sua existência não é ameaçada pelo assédio masculino. Essa hipótese também assume que os machos não conseguem distinguir entre androcromos e outros machos. Esta vantagem, entretanto, é contrabalançada pelo fato de que eles não terão muitas oportunidades de acasalamento (se houver) e sua reprodução é limitada. Essa teoria é a explicação mais provável para a manutenção do polimorfismo, uma vez que estudos têm mostrado que existe uma vantagem para os androcromos em populações de alta densidade masculina.

## Autocontrole sobre o mimetismo sexual
Embora, como visto antes, a maioria dos organismos que retratam o mimetismo sexual nasça com essa morfologia / comportamento, nem sempre é esse o caso. O choco gigante, Sepia apama, mencionado acima na secção “cópulas furtivas”, nasce com a capacidade de escolher entre alterar a sua morfologia para se parecer com uma fêmea ou com um macho maduro. Quando nenhuma competição é vista por perto, o choco se parece com um macho maduro e acasala com a fêmea. No entanto, quando um macho adulto e uma fêmea estão copulando, o choco gigante se assemelha a uma fêmea e fica a uma distância próxima do casal, esperando uma chance de acasalar com a fêmea se o macho adulto partir para lutar com outros machos. Outro exemplo de organismo que tem a capacidade de permanecer pequeno e se parecer com uma fêmea, ou se tornar um macho morfologicamente maduro, é a barbatana dividida de bordas escuras, Girardinichthys multiradiatus. O propósito de seu mimetismo feminino foi visto antes, na seção "mimetismo sexual contra a agressão", onde os machos de aparência feminina escaparão da agressão de machos dominantes e evitarão que as fêmeas fujam de sua companhia devido aos machos persistentes em namoro.

## Mimetismo enganoso interespecífico

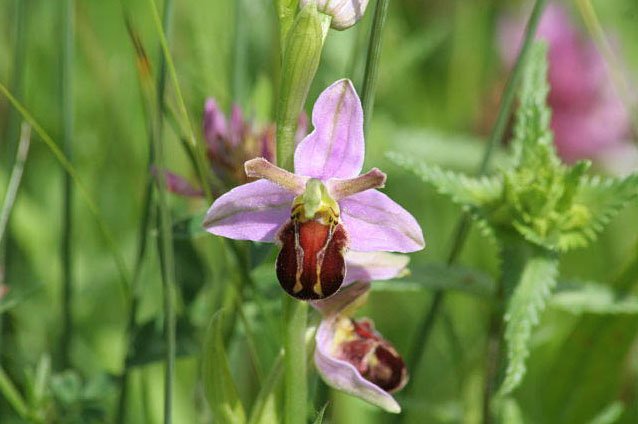
Abelha orquídea

O mimetismo sexual interespecífico também pode ocorrer em algumas espécies de plantas. O exemplo mais comum é conhecido como polinização sexualmente deceptiva e é encontrada entre algumas orquídeas. A orquídea imita seus polinizadores do sexo feminino, geralmente himenópteros como vespas e abelhas, para atrair os machos para a flor. Flores de orquídea imitam o sexo feromônios e, em algum grau, a aparência visual do inseto fêmeo de seus polinizadores de espécies. O primado da olfativa através de sinais visuais tem sido demonstrada em muitos casos, como no gênero europeu de orquídeas Ophrys, assim como muitos australianas sexualmente enganosas. Em alguns outros casos, como a margarida sul-africana Gorteria diffusa, os sinais visuais parecem ser de importância primordial. Sinais visuais também aumentar a atratividade das flores de algumas Ophrys espécies a seus polinizadores. Algumas vespas machas escólidas, tais como Campsoscolia ciliata são mais atraídos para a Ophrys flores odores do que os odores das vespas do sexo feminino, embora ambos atrair os machos com os mesmos compostos. Este é, provavelmente, resultado de uma maior quantidade de cheiro vindo da flor orquídea; vespas do sexo feminino tendem a produzir menos perfume para evitar atrair predadores. Independentemente de orquídeas usarem aparências, fragrâncias ou ambos, eles imitam a fêmea de polinizadores para seu próprio benefício.